# Brigitte Lin

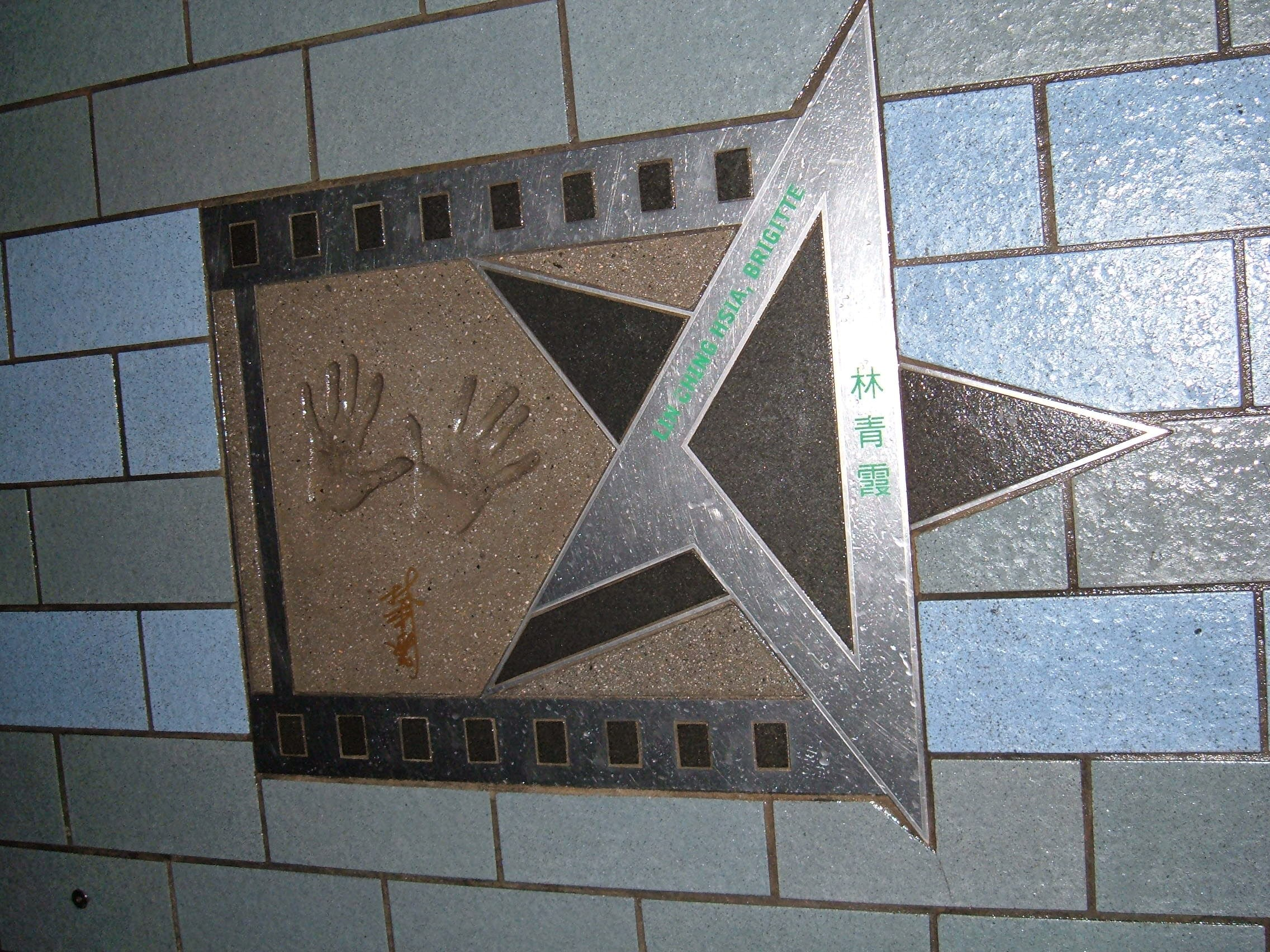
Brigitte Lin Ching Hsia handavtryck på Avenue of Stars i Hongkong.

Brigitte Lin (kinesiska: 林青霞; pinyin: Lín Qīngxiá; Lin Ching Hsia), född den 3 november 1954 i Taiwan, är en taiwanesisk skådespelerska. Hon debuterade 1973 i en film som handlade om en omöjlig kärlek mellan en gymnasist och hennes lärare i kinesiska språket. Hon avslutade sin karriär 1994 för att gifta sig. Då hade hon medverkat i över hundra filmer.

## Filmografi (urval)
- Ashes of Time (1994)
- Chungking Express (1994)
- The Bride with White Hair (1993)
- Swordsman 2 (1992)
- Dragon Inn (1992)